# Beriozovaïa rochtcha (métro de Novossibirsk)
Beriozovaïa rochtcha (en russe : Берёзовая роща et en anglais : Beryozovaya roshcha) est une station de la ligne Dzerjinskaïa du métro de Novossibirsk.
Mise en service en 2005, elle est desservie par les rames de la ligne Dzerjinskaïa.

## Situation sur le réseau

Plan du métro (2017).

Établie en souterrain, la station Beriozovaïa rochtcha, est une station de passage de la Ligne Dzerjinskaïa du métro de Novossibirsk. Elle est située entre la station Marchala Pokrychkina, en direction du terminus ouest Plochtchad Garina-Mikhaïlovskogo, et la station Zolotaïa Niva, terminus est de la ligne.
Elle dispose d'un quai central encadré par les deux voies de la ligne.

## Histoire
La station Beriozovaïa rochtcha est mise en service le 25 juin 2005. La station est due aux architectes A. Milovanov, N. Melechkov.

## Services aux voyageurs

### Desserte
Beriozovaïa rochtcha est desservie par les rames de la ligne Dzerjinskaïa.

Installations et desserte
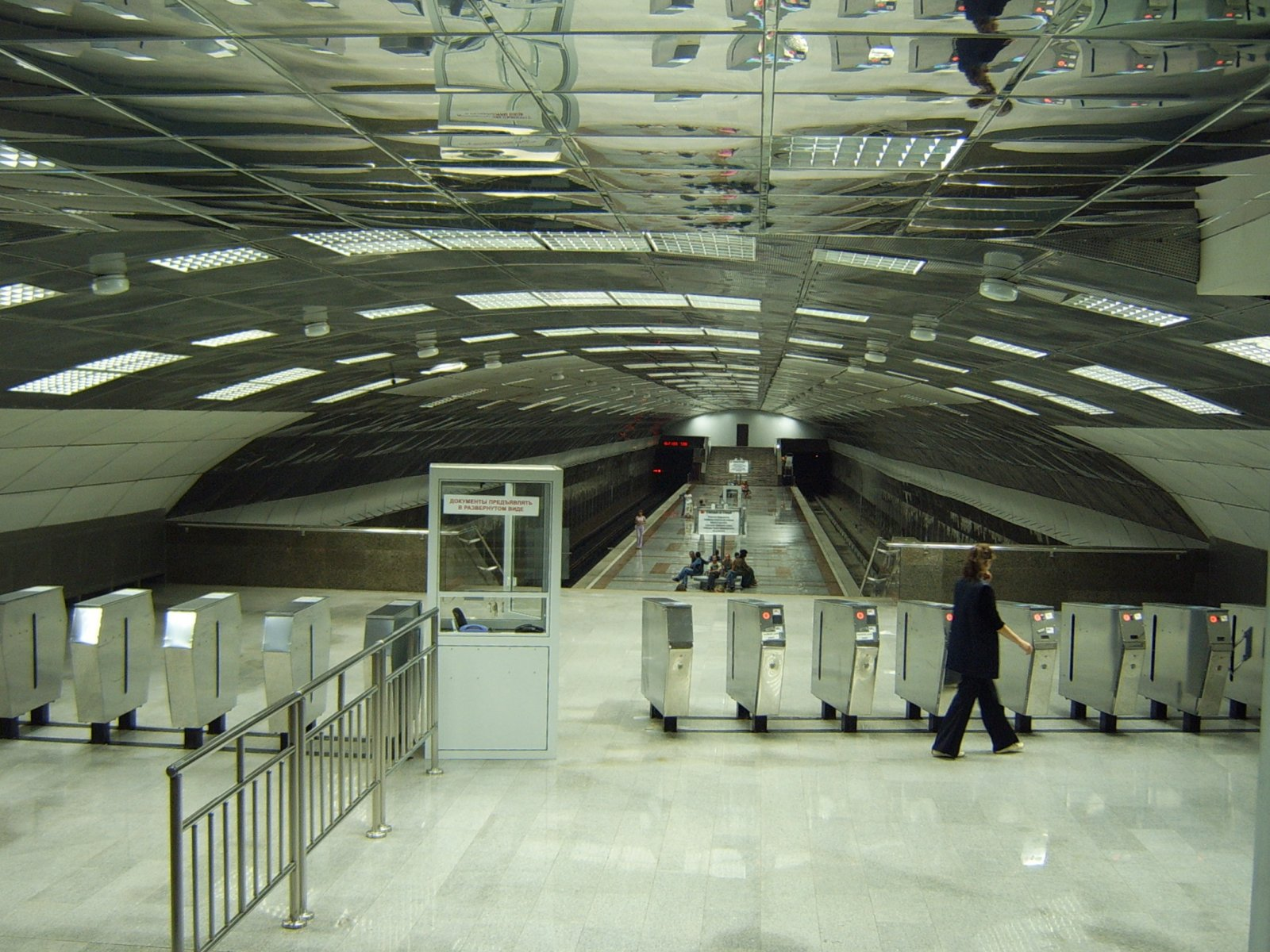
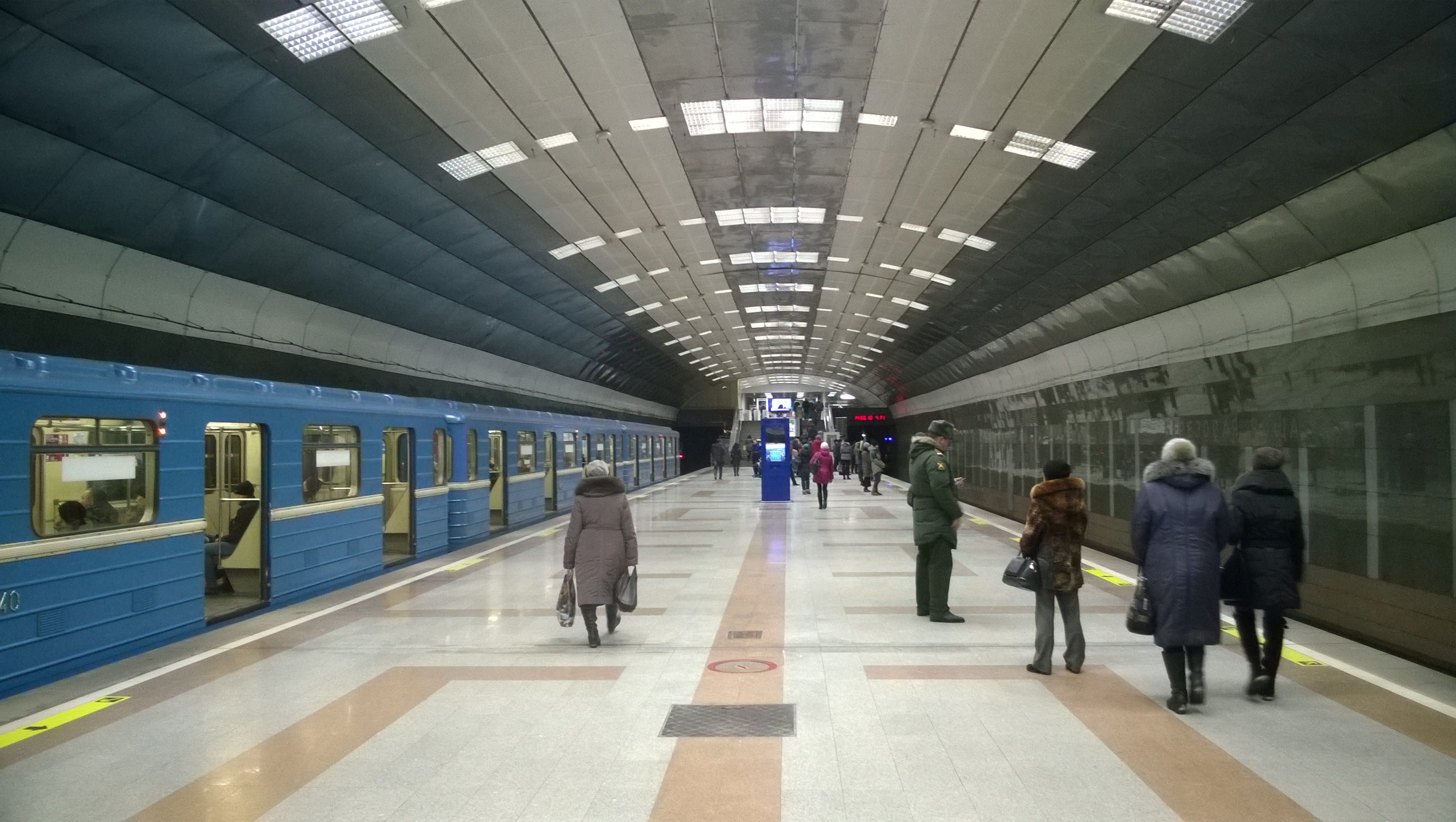